# Tour de Valonia 2025
La 52.ª edición del Tour de Valonia (nombre oficial Ethias-Tour de Wallonie) fue una carrera de ciclismo en ruta por etapas que se celebró entre el 26 y el 30 de julio de 2025, con inicio en la localidad de Nassogne y final la ciudad de Bertrix sobre un recorrido 848,5 kilómetros.
La carrera formó parte del UCI ProSeries 2025, calendario ciclístico mundial de segunda división, dentro de la categoría UCI 2.Pro. El vencedor fue el neozelandés Corbin Strong del Israel-Premier Tech, quien estuvo acompañado en el podio por el checo Mathias Vacek del Lidl-Trek y el británico Oliver Knight del Cofidis, segundo y tercer clasificado respectivamente.

## Equipos participantes
Tomaron parte en la carrera 21 equipos: 11 de categoría UCI WorldTeam, 7 de categoría UCI ProTeam, uno de categoría Continental y dos equipos procendente del ciclocrós. Formaron así un pelotón de 146 ciclistas de los que acabaron 113. Los equipos participantes fueron:
| WorldTeams (11)- Alpecin-Deceuninck - Arkéa-B&B Hotels - Bahrain-Victorious - Cofidis - Groupama-FDJ - Ineos Grenadiers - Intermarché-Wanty - Lidl-Trek - Movistar Team - Red Bull-BORA-hansgrohe - Team Jayco AlUla ProTeams (7)- Israel-Premier Tech - Lotto - Team Flanders-Baloise - Team TotalEnergies - Uno-X Mobility - VF Group-Bardiani CSF-Faizanè - Wagner Bazin WB Equipos continentales (2)- Tarteletto-Isorex - Baloise Glowi Lions Unknown team category- Pauwels Sauzen-Cibel Clementines |
| |

## Recorrido
El Tour de Valonia dispuso de cinco etapas para un recorrido total de 939,85 kilómetros.
| Etapa     | Fecha     | Recorrido             | type            | Distancia (km) | Ganador           | Líder         |
| --------- | --------- | --------------------- | --------------- | -------------- | ----------------- | ------------- |
| 1.ª etapa | 26 de jul | Nassogne – Nassogne   | etapa escarpada | 182            | Corbin Strong     | Corbin Strong |
| 2.ª etapa | 27 de jul | Huy – Sambreville     | etapa llana     | 154,5          | Oliver Knight     | Oliver Knight |
| 3.ª etapa | 28 de jul | Estinnes – Antoing    | etapa llana     | 165,5          | Davide Donati     | Oliver Knight |
| 4.ª etapa | 29 de jul | Welkenraedt – Seraing | etapa escarpada | 163            | Mathias Vacek     | Corbin Strong |
| 5.ª etapa | 30 de jul | Bertrix – Bertrix     | etapa escarpada | 183,5          | Clément Izquierdo | Corbin Strong |

### 1.ª etapa
| Nassogne - Nassogne | etapa escarpada | (182 km) |

| \| Clasificación de la etapa \| Clasificación de la etapa \| Clasificación de la etapa \| Clasificación de la etapa \| Clasificación de la etapa \| \| Ciclista \| Ciclista \| Equipo \| Tiempo \| \| \| ------------------------- \| ------------------------- \| ------------------------- \| ------------------------- \| ------------------------- \| \| 1.º \| Corbin Strong \| Israel-Premier Tech \| 4 h 14 min 00 s \| \| \| 2.º \| Rasmus Tiller \| Uno-X Mobility \| + 0 s \| \| \| 3.º \| Anders Foldager \| Team Jayco AlUla \| + 0 s \| \| \| 4.º \| Oliver Knight \| Cofidis \| + 0 s \| \| \| 5.º \| Sandy Dujardin \| Team TotalEnergies \| + 0 s \| \| \| 6.º \| Jelte Krijnsen \| Team Jayco AlUla \| + 0 s \| \| \| 7.º \| Tibor Del Grosso \| Alpecin-Deceuninck \| + 0 s \| \| \| 8.º \| Natnael Tesfatsion \| Movistar Team \| + 0 s \| \| \| 9.º \| Mathias Vacek \| Lidl-Trek \| + 0 s \| \| \| 10.º \| Toon Aerts \| Lotto \| + 0 s \| \| |                    |                     |                 |
| |                    |                     |                 |
| |                    |                     |                 |
| Clasificación de la etapa |                    |                     |                 |
| Ciclista | Ciclista           | Equipo              | Tiempo          |
| 1.º | Corbin Strong      | Israel-Premier Tech | 4 h 14 min 00 s |
| 2.º | Rasmus Tiller      | Uno-X Mobility      | + 0 s           |
| 3.º | Anders Foldager    | Team Jayco AlUla    | + 0 s           |
| 4.º | Oliver Knight      | Cofidis             | + 0 s           |
| 5.º | Sandy Dujardin     | Team TotalEnergies  | + 0 s           |
| 6.º | Jelte Krijnsen     | Team Jayco AlUla    | + 0 s           |
| 7.º | Tibor Del Grosso   | Alpecin-Deceuninck  | + 0 s           |
| 8.º | Natnael Tesfatsion | Movistar Team       | + 0 s           |
| 9.º | Mathias Vacek      | Lidl-Trek           | + 0 s           |
| 10.º | Toon Aerts         | Lotto               | + 0 s           |

| \| Clasificación general \| Clasificación general \| Clasificación general \| Clasificación general \| Clasificación general \| \| Ciclista \| Ciclista \| Equipo \| Tiempo \| \| \| --------------------- \| --------------------- \| --------------------- \| --------------------- \| --------------------- \| \| 1.º \| Corbin Strong \| Israel-Premier Tech \| 4 h 13 min 50 s \| \| \| 2.º \| Rasmus Tiller \| Uno-X Mobility \| + 4 s \| \| \| 3.º \| Anders Foldager \| Team Jayco AlUla \| + 6 s \| \| \| 4.º \| Oliver Knight \| Cofidis \| + 10 s \| \| \| 5.º \| Sandy Dujardin \| Team TotalEnergies \| + 10 s \| \| \| 6.º \| Jelte Krijnsen \| Team Jayco AlUla \| + 10 s \| \| \| 7.º \| Tibor Del Grosso \| Alpecin-Deceuninck \| + 10 s \| \| \| 8.º \| Natnael Tesfatsion \| Movistar Team \| + 10 s \| \| \| 9.º \| Mathias Vacek \| Lidl-Trek \| + 10 s \| \| \| 10.º \| Toon Aerts \| Lotto \| + 10 s \| \| |                    |                     |                 |
| |                    |                     |                 |
| |                    |                     |                 |
| Clasificación general |                    |                     |                 |
| Ciclista | Ciclista           | Equipo              | Tiempo          |
| 1.º | Corbin Strong      | Israel-Premier Tech | 4 h 13 min 50 s |
| 2.º | Rasmus Tiller      | Uno-X Mobility      | + 4 s           |
| 3.º | Anders Foldager    | Team Jayco AlUla    | + 6 s           |
| 4.º | Oliver Knight      | Cofidis             | + 10 s          |
| 5.º | Sandy Dujardin     | Team TotalEnergies  | + 10 s          |
| 6.º | Jelte Krijnsen     | Team Jayco AlUla    | + 10 s          |
| 7.º | Tibor Del Grosso   | Alpecin-Deceuninck  | + 10 s          |
| 8.º | Natnael Tesfatsion | Movistar Team       | + 10 s          |
| 9.º | Mathias Vacek      | Lidl-Trek           | + 10 s          |
| 10.º | Toon Aerts         | Lotto               | + 10 s          |

### 2.ª etapa
| Huy - Sambreville | etapa llana | (154,5 km) |

| \| Clasificación de la etapa \| Clasificación de la etapa \| Clasificación de la etapa \| Clasificación de la etapa \| Clasificación de la etapa \| \| Ciclista \| Ciclista \| Equipo \| Tiempo \| \| \| ------------------------- \| ------------------------- \| ------------------------- \| ------------------------- \| ------------------------- \| \| 1.º \| Oliver Knight \| Cofidis \| 3 h 25 min 49 s \| \| \| 2.º \| Lorenzo Milesi \| Movistar Team \| + 0 s \| \| \| 3.º \| Louis Rouland \| Arkéa-B&B Hotels \| + 0 s \| \| \| 4.º \| Sandy Dujardin \| Team TotalEnergies \| + 0 s \| \| \| 5.º \| Luca Mozzato \| Arkéa-B&B Hotels \| + 0 s \| \| \| 6.º \| Kim Heiduk \| Ineos Grenadiers \| + 0 s \| \| \| 7.º \| Lewis Bower \| Groupama-FDJ \| + 0 s \| \| \| 8.º \| Mathias Vacek \| Lidl-Trek \| + 0 s \| \| \| 9.º \| Milan Fretin \| Cofidis \| + 0 s \| \| \| 10.º \| Corbin Strong \| Israel-Premier Tech \| + 0 s \| \| |                |                     |                 |
| |                |                     |                 |
| |                |                     |                 |
| Clasificación de la etapa |                |                     |                 |
| Ciclista | Ciclista       | Equipo              | Tiempo          |
| 1.º | Oliver Knight  | Cofidis             | 3 h 25 min 49 s |
| 2.º | Lorenzo Milesi | Movistar Team       | + 0 s           |
| 3.º | Louis Rouland  | Arkéa-B&B Hotels    | + 0 s           |
| 4.º | Sandy Dujardin | Team TotalEnergies  | + 0 s           |
| 5.º | Luca Mozzato   | Arkéa-B&B Hotels    | + 0 s           |
| 6.º | Kim Heiduk     | Ineos Grenadiers    | + 0 s           |
| 7.º | Lewis Bower    | Groupama-FDJ        | + 0 s           |
| 8.º | Mathias Vacek  | Lidl-Trek           | + 0 s           |
| 9.º | Milan Fretin   | Cofidis             | + 0 s           |
| 10.º | Corbin Strong  | Israel-Premier Tech | + 0 s           |

| \| Clasificación general \| Clasificación general \| Clasificación general \| Clasificación general \| Clasificación general \| \| Ciclista \| Ciclista \| Equipo \| Tiempo \| \| \| --------------------- \| --------------------- \| ----------------------------- \| --------------------- \| --------------------- \| \| 1.º \| Oliver Knight \| Cofidis \| 7 h 39 min 38 s \| \| \| 2.º \| Corbin Strong \| Israel-Premier Tech \| + 1 s \| \| \| 3.º \| Rasmus Tiller \| Uno-X Mobility \| + 5 s \| \| \| 4.º \| Louis Rouland \| Arkéa-B&B Hotels \| + 5 s \| \| \| 5.º \| Timo Kielich \| Alpecin-Deceuninck \| + 5 s \| \| \| 6.º \| Anders Foldager \| Team Jayco AlUla \| + 7 s \| \| \| 7.º \| Filippo Magli \| VF Group-Bardiani CSF-Faizanè \| + 7 s \| \| \| 8.º \| Olivier Godfroid \| Baloise Glowi Lions \| + 10 s \| \| \| 9.º \| Cériel Desal \| Wagner Bazin WB \| + 10 s \| \| \| 10.º \| Sandy Dujardin \| Team TotalEnergies \| + 11 s \| \| |                  |                               |                 |
| |                  |                               |                 |
| |                  |                               |                 |
| Clasificación general |                  |                               |                 |
| Ciclista | Ciclista         | Equipo                        | Tiempo          |
| 1.º | Oliver Knight    | Cofidis                       | 7 h 39 min 38 s |
| 2.º | Corbin Strong    | Israel-Premier Tech           | + 1 s           |
| 3.º | Rasmus Tiller    | Uno-X Mobility                | + 5 s           |
| 4.º | Louis Rouland    | Arkéa-B&B Hotels              | + 5 s           |
| 5.º | Timo Kielich     | Alpecin-Deceuninck            | + 5 s           |
| 6.º | Anders Foldager  | Team Jayco AlUla              | + 7 s           |
| 7.º | Filippo Magli    | VF Group-Bardiani CSF-Faizanè | + 7 s           |
| 8.º | Olivier Godfroid | Baloise Glowi Lions           | + 10 s          |
| 9.º | Cériel Desal     | Wagner Bazin WB               | + 10 s          |
| 10.º | Sandy Dujardin   | Team TotalEnergies            | + 11 s          |

### 3.ª etapa
| Estinnes - Antoing | etapa llana | (165,5 km) |

| \| Clasificación de la etapa \| Clasificación de la etapa \| Clasificación de la etapa \| Clasificación de la etapa \| Clasificación de la etapa \| \| Ciclista \| Ciclista \| Equipo \| Tiempo \| \| \| ------------------------- \| ------------------------- \| ------------------------- \| ------------------------- \| ------------------------- \| \| 1.º \| Davide Donati \| Red Bull-BORA-hansgrohe \| 3 h 33 min 23 s \| \| \| 2.º \| Milan Fretin \| Cofidis \| + 0 s \| \| \| 3.º \| Anders Foldager \| Team Jayco AlUla \| + 0 s \| \| \| 4.º \| Corbin Strong \| Israel-Premier Tech \| + 0 s \| \| \| 5.º \| Tibor Del Grosso \| Alpecin-Deceuninck \| + 0 s \| \| \| 6.º \| Henrik Pedersen \| Uno-X Mobility \| + 0 s \| \| \| 7.º \| Kim Heiduk \| Ineos Grenadiers \| + 0 s \| \| \| 8.º \| Lewis Bower \| Groupama-FDJ \| + 0 s \| \| \| 9.º \| Timo Kielich \| Alpecin-Deceuninck \| + 0 s \| \| \| 10.º \| Toon Aerts \| Lotto \| + 0 s \| \| |                  |                         |                 |
| |                  |                         |                 |
| |                  |                         |                 |
| Clasificación de la etapa |                  |                         |                 |
| Ciclista | Ciclista         | Equipo                  | Tiempo          |
| 1.º | Davide Donati    | Red Bull-BORA-hansgrohe | 3 h 33 min 23 s |
| 2.º | Milan Fretin     | Cofidis                 | + 0 s           |
| 3.º | Anders Foldager  | Team Jayco AlUla        | + 0 s           |
| 4.º | Corbin Strong    | Israel-Premier Tech     | + 0 s           |
| 5.º | Tibor Del Grosso | Alpecin-Deceuninck      | + 0 s           |
| 6.º | Henrik Pedersen  | Uno-X Mobility          | + 0 s           |
| 7.º | Kim Heiduk       | Ineos Grenadiers        | + 0 s           |
| 8.º | Lewis Bower      | Groupama-FDJ            | + 0 s           |
| 9.º | Timo Kielich     | Alpecin-Deceuninck      | + 0 s           |
| 10.º | Toon Aerts       | Lotto                   | + 0 s           |

| \| Clasificación general \| Clasificación general \| Clasificación general \| Clasificación general \| Clasificación general \| \| Ciclista \| Ciclista \| Equipo \| Tiempo \| \| \| --------------------- \| --------------------- \| ----------------------------- \| --------------------- \| --------------------- \| \| 1.º \| Oliver Knight \| Cofidis \| 11 h 13 min 01 s \| \| \| 2.º \| Corbin Strong \| Israel-Premier Tech \| + 1 s \| \| \| 3.º \| Anders Foldager \| Team Jayco AlUla \| + 2 s \| \| \| 4.º \| Rasmus Tiller \| Uno-X Mobility \| + 5 s \| \| \| 5.º \| Milan Fretin \| Cofidis \| + 5 s \| \| \| 6.º \| Timo Kielich \| Alpecin-Deceuninck \| + 5 s \| \| \| 7.º \| Louis Rouland \| Arkéa-B&B Hotels \| + 5 s \| \| \| 8.º \| Filippo Magli \| VF Group-Bardiani CSF-Faizanè \| + 7 s \| \| \| 9.º \| Mathias Vacek \| Lidl-Trek \| + 8 s \| \| \| 10.º \| Kim Heiduk \| Ineos Grenadiers \| + 9 s \| \| |                 |                               |                  |
| |                 |                               |                  |
| |                 |                               |                  |
| Clasificación general |                 |                               |                  |
| Ciclista | Ciclista        | Equipo                        | Tiempo           |
| 1.º | Oliver Knight   | Cofidis                       | 11 h 13 min 01 s |
| 2.º | Corbin Strong   | Israel-Premier Tech           | + 1 s            |
| 3.º | Anders Foldager | Team Jayco AlUla              | + 2 s            |
| 4.º | Rasmus Tiller   | Uno-X Mobility                | + 5 s            |
| 5.º | Milan Fretin    | Cofidis                       | + 5 s            |
| 6.º | Timo Kielich    | Alpecin-Deceuninck            | + 5 s            |
| 7.º | Louis Rouland   | Arkéa-B&B Hotels              | + 5 s            |
| 8.º | Filippo Magli   | VF Group-Bardiani CSF-Faizanè | + 7 s            |
| 9.º | Mathias Vacek   | Lidl-Trek                     | + 8 s            |
| 10.º | Kim Heiduk      | Ineos Grenadiers              | + 9 s            |

### 4.ª etapa
| Welkenraedt - Seraing | etapa escarpada | (163 km) |

| \| Clasificación de la etapa \| Clasificación de la etapa \| Clasificación de la etapa \| Clasificación de la etapa \| Clasificación de la etapa \| \| Ciclista \| Ciclista \| Equipo \| Tiempo \| \| \| ------------------------- \| ------------------------- \| ----------------------------- \| ------------------------- \| ------------------------- \| \| 1.º \| Mathias Vacek \| Lidl-Trek \| 3 h 53 min 36 s \| \| \| 2.º \| Corbin Strong \| Israel-Premier Tech \| + 0 s \| \| \| 3.º \| Carlos Canal \| Movistar Team \| + 0 s \| \| \| 4.º \| Natnael Tesfatsion \| Movistar Team \| + 0 s \| \| \| 5.º \| Luca Mozzato \| Arkéa-B&B Hotels \| + 7 s \| \| \| 6.º \| Filippo Fiorelli \| VF Group-Bardiani CSF-Faizanè \| + 7 s \| \| \| 7.º \| Sakarias Koller Løland \| Uno-X Mobility \| + 7 s \| \| \| 8.º \| Kim Heiduk \| Ineos Grenadiers \| + 7 s \| \| \| 9.º \| Lorenzo Conforti \| VF Group-Bardiani CSF-Faizanè \| + 7 s \| \| \| 10.º \| Timo Kielich \| Alpecin-Deceuninck \| + 7 s \| \| |                        |                               |                 |
| |                        |                               |                 |
| |                        |                               |                 |
| Clasificación de la etapa |                        |                               |                 |
| Ciclista | Ciclista               | Equipo                        | Tiempo          |
| 1.º | Mathias Vacek          | Lidl-Trek                     | 3 h 53 min 36 s |
| 2.º | Corbin Strong          | Israel-Premier Tech           | + 0 s           |
| 3.º | Carlos Canal           | Movistar Team                 | + 0 s           |
| 4.º | Natnael Tesfatsion     | Movistar Team                 | + 0 s           |
| 5.º | Luca Mozzato           | Arkéa-B&B Hotels              | + 7 s           |
| 6.º | Filippo Fiorelli       | VF Group-Bardiani CSF-Faizanè | + 7 s           |
| 7.º | Sakarias Koller Løland | Uno-X Mobility                | + 7 s           |
| 8.º | Kim Heiduk             | Ineos Grenadiers              | + 7 s           |
| 9.º | Lorenzo Conforti       | VF Group-Bardiani CSF-Faizanè | + 7 s           |
| 10.º | Timo Kielich           | Alpecin-Deceuninck            | + 7 s           |

| \| Clasificación general \| Clasificación general \| Clasificación general \| Clasificación general \| Clasificación general \| \| Ciclista \| Ciclista \| Equipo \| Tiempo \| \| \| --------------------- \| --------------------- \| --------------------- \| --------------------- \| --------------------- \| \| 1.º \| Corbin Strong \| Israel-Premier Tech \| 15 h 06 min 30 s \| \| \| 2.º \| Mathias Vacek \| Lidl-Trek \| + 1 s \| \| \| 3.º \| Oliver Knight \| Cofidis \| + 14 s \| \| \| 4.º \| Carlos Canal \| Movistar Team \| + 14 s \| \| \| 5.º \| Anders Foldager \| Team Jayco AlUla \| + 16 s \| \| \| 6.º \| Natnael Tesfatsion \| Movistar Team \| + 18 s \| \| \| 7.º \| Timo Kielich \| Alpecin-Deceuninck \| + 19 s \| \| \| 8.º \| Vlad Van Mechelen \| Bahrain Victorious \| + 19 s \| \| \| 9.º \| Kim Heiduk \| Ineos Grenadiers \| + 20 s \| \| \| 10.º \| Toon Aerts \| Lotto \| + 24 s \| \| |                    |                     |                  |
| |                    |                     |                  |
| |                    |                     |                  |
| Clasificación general |                    |                     |                  |
| Ciclista | Ciclista           | Equipo              | Tiempo           |
| 1.º | Corbin Strong      | Israel-Premier Tech | 15 h 06 min 30 s |
| 2.º | Mathias Vacek      | Lidl-Trek           | + 1 s            |
| 3.º | Oliver Knight      | Cofidis             | + 14 s           |
| 4.º | Carlos Canal       | Movistar Team       | + 14 s           |
| 5.º | Anders Foldager    | Team Jayco AlUla    | + 16 s           |
| 6.º | Natnael Tesfatsion | Movistar Team       | + 18 s           |
| 7.º | Timo Kielich       | Alpecin-Deceuninck  | + 19 s           |
| 8.º | Vlad Van Mechelen  | Bahrain Victorious  | + 19 s           |
| 9.º | Kim Heiduk         | Ineos Grenadiers    | + 20 s           |
| 10.º | Toon Aerts         | Lotto               | + 24 s           |

### 5.ª etapa
| Bertrix - Bertrix | etapa escarpada | (183,5 km) |

| \| Clasificación de la etapa \| Clasificación de la etapa \| Clasificación de la etapa \| Clasificación de la etapa \| Clasificación de la etapa \| \| Ciclista \| Ciclista \| Equipo \| Tiempo \| \| \| ------------------------- \| ------------------------- \| ----------------------------- \| ------------------------- \| ------------------------- \| \| 1.º \| Clément Izquierdo \| Cofidis \| 4 h 26 min 39 s \| \| \| 2.º \| Corbin Strong \| Israel-Premier Tech \| + 0 s \| \| \| 3.º \| Lorenzo Milesi \| Movistar Team \| + 0 s \| \| \| 4.º \| Rémy Rochas \| Groupama-FDJ \| + 0 s \| \| \| 5.º \| Filippo Fiorelli \| VF Group-Bardiani CSF-Faizanè \| + 0 s \| \| \| 6.º \| Gianni Marchand \| Tarteletto-Isorex \| + 0 s \| \| \| 7.º \| Toon Aerts \| Lotto \| + 0 s \| \| \| 8.º \| Nicolo Buratti \| Bahrain Victorious \| + 0 s \| \| \| 9.º \| Benjamin Swift \| Ineos Grenadiers \| + 0 s \| \| \| 10.º \| Tibor Del Grosso \| Alpecin-Deceuninck \| + 2 s \| \| |                   |                               |                 |
| |                   |                               |                 |
| |                   |                               |                 |
| Clasificación de la etapa |                   |                               |                 |
| Ciclista | Ciclista          | Equipo                        | Tiempo          |
| 1.º | Clément Izquierdo | Cofidis                       | 4 h 26 min 39 s |
| 2.º | Corbin Strong     | Israel-Premier Tech           | + 0 s           |
| 3.º | Lorenzo Milesi    | Movistar Team                 | + 0 s           |
| 4.º | Rémy Rochas       | Groupama-FDJ                  | + 0 s           |
| 5.º | Filippo Fiorelli  | VF Group-Bardiani CSF-Faizanè | + 0 s           |
| 6.º | Gianni Marchand   | Tarteletto-Isorex             | + 0 s           |
| 7.º | Toon Aerts        | Lotto                         | + 0 s           |
| 8.º | Nicolo Buratti    | Bahrain Victorious            | + 0 s           |
| 9.º | Benjamin Swift    | Ineos Grenadiers              | + 0 s           |
| 10.º | Tibor Del Grosso  | Alpecin-Deceuninck            | + 2 s           |

## Clasificaciones finales
- Las clasificaciones finalizaron de la siguiente forma:[5]

### Clasificación general
| \| Clasificación general \| Clasificación general \| Clasificación general \| Clasificación general \| Clasificación general \| \| Ciclista \| Ciclista \| Equipo \| Tiempo \| \| \| --------------------- \| --------------------- \| ----------------------------- \| --------------------- \| --------------------- \| \| 1.º \| Corbin Strong \| Israel-Premier Tech \| 19 h 33 min 03 s \| \| \| 2.º \| Mathias Vacek \| Lidl-Trek \| + 9 s \| \| \| 3.º \| Oliver Knight \| Cofidis \| + 22 s \| \| \| 4.º \| Carlos Canal \| Movistar Team \| + 22 s \| \| \| 5.º \| Anders Foldager \| Team Jayco AlUla \| + 24 s \| \| \| 6.º \| Natnael Tesfatsion \| Movistar Team \| + 26 s \| \| \| 7.º \| Vlad Van Mechelen \| Bahrain Victorious \| + 27 s \| \| \| 8.º \| Kim Heiduk \| Ineos Grenadiers \| + 28 s \| \| \| 9.º \| Toon Aerts \| Lotto \| + 30 s \| \| \| 10.º \| Filippo Fiorelli \| VF Group-Bardiani CSF-Faizanè \| + 31 s \| \| |                    |                               |                  |
| |                    |                               |                  |
| |                    |                               |                  |
| Clasificación general |                    |                               |                  |
| Ciclista | Ciclista           | Equipo                        | Tiempo           |
| 1.º | Corbin Strong      | Israel-Premier Tech           | 19 h 33 min 03 s |
| 2.º | Mathias Vacek      | Lidl-Trek                     | + 9 s            |
| 3.º | Oliver Knight      | Cofidis                       | + 22 s           |
| 4.º | Carlos Canal       | Movistar Team                 | + 22 s           |
| 5.º | Anders Foldager    | Team Jayco AlUla              | + 24 s           |
| 6.º | Natnael Tesfatsion | Movistar Team                 | + 26 s           |
| 7.º | Vlad Van Mechelen  | Bahrain Victorious            | + 27 s           |
| 8.º | Kim Heiduk         | Ineos Grenadiers              | + 28 s           |
| 9.º | Toon Aerts         | Lotto                         | + 30 s           |
| 10.º | Filippo Fiorelli   | VF Group-Bardiani CSF-Faizanè | + 31 s           |

### Clasificación por puntos
| Clasificación por puntos | Clasificación por puntos | Clasificación por puntos | Clasificación por puntos | Clasificación por puntos |
| Ciclista                 | Ciclista                 | Equipo                   | Puntos                   |                          |
| ------------------------ | ------------------------ | ------------------------ | ------------------------ | ------------------------ |
| 1.º                      | Corbin Strong            | Israel-Premier Tech      | 76 pts                   |                          |
| 2.º                      | Oliver Knight            | Cofidis                  | 35 pts                   |                          |
| 3.º                      | Lorenzo Milesi           | Movistar Team            | 35 pts                   |                          |

### Clasificación de la montaña
| Clasificación de la montaña | Clasificación de la montaña  | Clasificación de la montaña | Clasificación de la montaña | Clasificación de la montaña |
| Ciclista                    | Ciclista                     | Equipo                      | Puntos                      |                             |
| --------------------------- | ---------------------------- | --------------------------- | --------------------------- | --------------------------- |
| 1.º                         | Henri-François Renard-Haquin | Wagner Bazin WB             | 72 pts                      |                             |
| 2.º                         | Vlad Van Mechelen            | Bahrain Victorious          | 48 pts                      |                             |
| 3.º                         | Tom Donnenwirth              | Groupama-FDJ                | 28 pts                      |                             |

### Clasificación de los jóvenes
| Clasificación del mejor joven | Clasificación del mejor joven | Clasificación del mejor joven | Clasificación del mejor joven | Clasificación del mejor joven |
| Ciclista                      | Ciclista                      | Equipo                        | Tiempo                        |                               |
| ----------------------------- | ----------------------------- | ----------------------------- | ----------------------------- | ----------------------------- |
| 1.º                           | Mathias Vacek                 | Lidl-Trek                     | 19 h 33 min 12 s              |                               |
| 2.º                           | Anders Foldager               | Team Jayco AlUla              | + 15 s                        |                               |
| 3.º                           | Vlad Van Mechelen             | Bahrain Victorious            | + 18 s                        |                               |

### Clasificación por equipos
| Clasificación por equipos | Clasificación por equipos | Clasificación por equipos | Clasificación por equipos |
| Equipo                    | Equipo                    | Tiempo                    |                           |
| ------------------------- | ------------------------- | ------------------------- | ------------------------- |
| 1.º                       | Movistar Team             | 58 h 40 min 32 s          |                           |
| 2.º                       | Cofidis                   | + 14 s                    |                           |
| 3.º                       | Intermarché-Wanty         | + 1 min 33 s              |                           |

## Evolución de las clasificaciones
| Etapa                   |                         | Ganador _         | Clasificación general | Puntos        | Montaña                      | Metas volantes | Jóvenes         | Equipo _         |
| ----------------------- | ----------------------- | ----------------- | --------------------- | ------------- | ---------------------------- | -------------- | --------------- | ---------------- |
| 1.ª etapa               | etapa escarpada         | Corbin Strong     | Corbin Strong         | Corbin Strong | Kenneth Van Rooy             | Kenay De Moyer | Anders Foldager | Team Jayco AlUla |
| 2.ª etapa               | etapa llana             | Oliver Knight     | Oliver Knight         | Oliver Knight | Kenneth Van Rooy             | Timo Kielich   | Louis Rouland   | Team Jayco AlUla |
| 3.ª etapa               | etapa llana             | Davide Donati     | Oliver Knight         | Corbin Strong | Kenneth Van Rooy             | Timo Kielich   | Anders Foldager | Team Jayco AlUla |
| 4.ª etapa               | etapa escarpada         | Mathias Vacek     | Corbin Strong         | Corbin Strong | Vlad Van Mechelen            | Mathias Vacek  | Mathias Vacek   | Movistar Team    |
| 5.ª etapa               | etapa escarpada         | Clément Izquierdo | Corbin Strong         | Corbin Strong | Henri-François Renard-Haquin | no otorgado    | Mathias Vacek   | Movistar Team    |
| Clasificaciones finales | Clasificaciones finales |                   | Corbin Strong         | Corbin Strong | Henri-François Renard-Haquin | no otorgado    | Mathias Vacek   | Movistar Team    |

## Ciclistas participantes y posiciones finales
Convenciones:
- AB-N: Abandono en la etapa "N"
- FLT-N: Retiro por llegada fuera del límite de tiempo en la etapa "N"
- NTS-N: No tomó la salida para la etapa "N"
- DES-N: Descalificado o expulsado en la etapa "N"

## UCI World Ranking
El Tour de Valonia otorgó puntos para el UCI World Ranking para corredores de los equipos en las categorías UCI WorldTeam, UCI ProTeam y Continental. Las siguientes tablas son el baremo de puntuación y los diez corredores que obtuvieron más puntos:
| Posición              | 1.º | 2.º | 3.º | 4.º | 5.º | 6.º | 7.º | 8.º | 9.º | 10.º | 11.º | 12.º | 13.º | 14.º | 15.º | 16.º-30.º | 31.º-40.º |
| Clasificación general | 200 | 150 | 125 | 100 | 85  | 70  | 60  | 50  | 40  | 35   | 30   | 25   | 20   | 15   | 10   | 5         | 3         |
| Por etapa             | 20  | 15  | 10  | 5   | 3   |     |     |     |     |      |      |      |      |      |      |           |           |
| Líder                 | 5   |     |     |     |     |     |     |     |     |      |      |      |      |      |      |           |           |

| Clasificación |                    |                               |         |       |       |       |
| Posición      | Ciclista           | Equipo                        | General | Etapa | Líder | Total |
| ------------- | ------------------ | ----------------------------- | ------- | ----- | ----- | ----- |
| 1.º           | Corbin Strong      | Israel-Premier Tech           | 200     | 55    | 10    | 265   |
| 2.º           | Mathias Vacek      | Lidl-Trek                     | 150     | 20    | -     | 170   |
| 3.º           | Oliver Knight      | Cofidis                       | 125     | 25    | 10    | 160   |
| 4.º           | Carlos Canal       | Movistar                      | 100     | 10    | -     | 110   |
| 5.º           | Anders Foldager    | Jayco AlUla                   | 85      | 20    | -     | 105   |
| 6.º           | Natnael Tesfatsion | Movistar                      | 70      | 5     | -     | 75    |
| 7.º           | Vlad Van Mechelen  | Bahrain Victorious            | 60      | -     | -     | 60    |
| 8.º           | Kim Heiduk         | INEOS Grenadiers              | 50      | -     | -     | 50    |
| 9.º           | Toon Aerts         | Lotto                         | 40      | -     | -     | 40    |
| 10.º          | Filippo Fiorelli   | VF Group Bardiani-CSF Faizanè | 35      | 3     | -     | 38    |